# 蕭瑞芳
蕭瑞芳（？—？）為中國清朝武官官員，本籍福建。蕭瑞芳於1867年（同治6年）奉旨接替江國珍，於台灣地區擔任台灣水師協副將。而隸屬台灣鎮之下的此官職是台灣清治時期的這階段，全台灣的海防軍事層級最高武將，其統帥三標水營，數千名水師兵勇。
| 前任： 江國珍 | 台灣水師協副將 1867年上任 | 繼任： 吳鴻源 |